# 別列宰卡河
別列宰卡河是俄羅斯的河流，位於諾夫哥羅德州和特維爾州內，屬於姆斯塔河的支流，發源自瓦爾代高地，河道全長150公里，流域面積3,230平方公里，主要支流有瓦爾代卡河。